# Obelisk u Maksimiru
Obelisk je spomenik u obliku piramide u "Dolini dalija" u parku Maksimir.

## Povijest
Spomenike je 1843. naručio nadbiskup Juraj Haulik, u čast završetka radova na parku Maksimir, a izradio ga je iste godine kipar Joseph Käschmann. Spomenik je Javna ustanova Maksimir obnovila 2001. godine.

## Opis
Kameni obelisk u obliku piramide postavljen je na kubični postament, a okružen je kopljastom ogradom. Izgrađen je tako da je na donje stube postavljeno kvadratično postolje na koje je postavljen obelisk.
Obelisk ukrašava sedam pozlaćenih vijenaca, rekonstruiranih prema fotografijama iz 1968. - tri veća na postolju straga te s lijeve i desne strane, a 4 manja sa svake strane piramidnog dijela spomenika.
Na lijevano-željeznoj ploči na pročelju kvadratičnog dijela ispisani su stihovi na latinskom koji govore o namjeni parka i motivima investitora uređenja parka, Jurja Haulika.
Kamena ploča s prilagođenim prijevodom latinskih stihova, u obradi pejsažnog arhitekta Smiljana Klaića (1912.-1989.), postavljena je 1943.

## Zaštita
Obelisk je zaštićeno kulturno dobro.

## Vanjske poveznice
|  | Zajednički poslužitelj ima još gradiva o temi Obelisk u Maksimiru |